# سلیم نیساری
سلیم نیساری (۲۱ آذر ۱۲۹۹ – ۲۲ دی ۱۳۹۷) استاد ادبیات فارسی، نسخه‌پژوه و عضو پیوستهٔ فرهنگستان زبان و ادب فارسی بود. او اوّلین کتاب‌ها را در زمینهٔ آموزش زبان فارسی به غیرفارسی‌زبانان تألیف کرد. او دانش‌آموختهٔ دورهٔ دکتری دانشگاه ایندیانا بود.

## زندگی
سلیم نیساری در سال ۱۲۹۹ در تبریز متولد شد. پس از گذراندن دوره تحصیلات ابتدایی و متوسطه و موفقیت در امتحان نهایی دانشسرای تبریز، با رتبه اول برای ادامه تحصیل به تهران آمد و موفق به اخذ درجه لیسانس در سال ۱۳۲۱ در رشته ادبیات فارسی و علوم تربیتی شد. سپس به تحصیل در دوره دکتری ادبیات فارسی ادامه داد و در سال ۱۳۲۹ برای ادامه تحصیل به اروپا و سپس به آمریکا رفت. او موفق به دریافت درجه فوق‌لیسانس از دانشگاه لندن و نیز درجه دکتری در رشته علوم تربیتی و زبان‌شناسی از دانشگاه ایندیانا آمریکا شد.
سلیم نیساری در سال ۱۳۲۱ به استخدام وزارت فرهنگ (آموزش‌وپرورش) درآمد. در سال ۱۳۲۳ عهده‌دار معاونت دانشکده ادبیات دانشگاه شیراز شد، در سال ۱۳۳۴ به عنوان دانشیار برگزیده انتخاب و در سال ۱۳۳۵ دانشیار دانش‌سرای عالی تهران شد. در سال ۱۳۳۶ به استخدام دبیرخانه مرکزی یونسکو در پاریس درآمد و به سمت رئیس اداره کمک‌های فنی یونسکو منصوب شد. در این سمت از طرف مدیر کل یونسکو برای سرکشی به نحوه پیشرفت برنامه کمک‌های علمی و فرهنگی یونسکو به کشورهای شمال آفریقا و خاورمیانه و کشورهای جنوب غربی آسیا سفر کرد. او در سال ۱۳۴۴ و پس از پایان مأموریت و بازگشت به ایران، به سمت مدیر کل روابط فرهنگی در وزارت آموزش‌وپرورش منصوب شد. در سال ۱۳۴۶ به مرتبه استادی رسید و به دانشکده علوم تربیتی دانشگاه تهران انتقال یافت. نیساری در سال ۱۳۵۶ با مأموریت از طرف دانشگاه تهران و وزارت فرهنگ و هنر با سمت رایزن فرهنگی به کشور ترکیه رفت و در سال ۱۳۵۸ پس از پایان مأموریت به ایران بازگشت. در نهایت در سال ۱۳۵۹ پس از ۳۸ سال خدمت به تقاضای خود بازنشسته شد. نیساری همچنین یکی از کارشناسان تمبر ایران هستند و برای نخستین بار در کشور کاتولوگ تمبر پست ایران را در سال ۱۳۱۹ منتشر کردند که این کتاب در سال ۱۳۴۰ با نام «تمبرهای ایران» تجدید چاپ شد.دکتر سلیم نیساری در سال ۱۳۸۲ به عضویت پیوسته فرهنگستان زبان و ادب فارسی درآمد. او همچنین موفق به دریافت نشان درجه یک حافظ‌شناسی شد و از سوی مرکز حافظ‌شناسی مورد تجلیل قرار گرفت.

## آراء دیگران
مهدی محقق در پیشگفتار کتابی از نیساری نوشته‌است: در سال‌های آغازین دههٔ ۱۳۳۰ که من دانشجوی دورهٔ لیسانس دانشکدهٔ ادبیات در دانشگاه بودم، با برخی از دانشجویان دورهٔ دکتری زبان و ادبیات فارسی که از تبریز بودند، از جمله دکتر منوچهر مرتضوی و دکتر سلیم نیساری، آشنا شدم. دکتر نیساری در آن وقت‌ها مدیر کلّ وزارت فرهنگ هم بود که معمولاً در کتابخانهٔ طهوری همدیگر را می‌دیدیم. بعدها ارتباط ما بیشتر شد و همواره ایشان در برخوردها از سکون و آرامش و ادب ویژه‌ای برخوردار بود. پس از انقلاب، ارتباط ما زیاد شد؛ چه آنکه هر دو هفته‌ای یک‌بار او را در فرهنگستان زبان و ادب فارسی ملاقات می‌کردم و از ملاحظات خاصی که دربارهٔ حافظ داشت، برخوردار می‌شدم. او با فروتنی ویژهٔ خود عبارات عربی دیوان حافظ را نزد من می‌آورد و با کمک یکدیگر به برخی از مشکلات می‌پرداختیم. نکتهٔ جالبی که از کوشش‌های سالیان دراز از زندگی علمی دکتر نیساری بر می‌آید اینکه این استاد هرچند در محیط غیر زبان فارسی زاده و پرورش یافته چگونه همّت خود را در هشت دهه از زندگی پربار خود به ترویج و نشر زبان و ادبیات و خطّ فارسی پرداخته و ملّت ایران را از علم سرشار خود بهره‌مند ساخته‌است.

## آثار
- «تمبرهای ایران»
- «تدریس زبان فارسی در دبستان یا آموزش هنرهای زبان»
- «نمونه‌هایی از آثار جاویدان شعر فارسی»
- «غزل‌های حافظ» (بر اساس ۴۳ نسخه خطی سده نهم)
- «کلّیات روش تدریس»
- دفتر دگرسانی‌ها در غزل‌های حافظ
- دستور خطّ فارسی
- «پژوهشی دربارهٔ پیوستگی خطّ فارسی با زبان فارسی»
- «نسخه‌های خطّی حافظ (سده نهم)»
- «تاریخ ادبیات ایران»
- «درس انشای فارسی»
- «کتاب اوّل فارسی (دارا و سارا با دوستان)»
- «فارسی یاد بگیرید»
- «راهنمای مکالمهٔ انگلیسی و فارسی»
- «برگزیده‌ای از غزل‌های سعدی»
- «برگزیده‌ای از غزل‌های حافظ»
- «مقدمه‌ای بر تدوین غزل‌های حافظ»
- «دیوان حافظ (بر اساس ۴۸ نسخهٔ خطی سدهٔ نهم)»
- «تبصره‌ای بر تدوین غزل‌های حافظ»[۷]